# Kaven (Maloelap)
Kaven (teils auch: Kaben) ist ein kleines, bewohntes Motu des Maloelap-Atolls der pazifischen Inselrepublik Marshallinseln.

## Geographie
Kaven liegt am nordwestlichsten Zipfel des Maloelap-Atolls und bildet die größte Insel dort. Sie ist bewohnt und hat eine Start- und Landepiste, Kaben Airport (IATA: KBT) genannt.